# Murphysboro
Murphysboro é uma cidade localizada no estado americano de Illinois, no Condado de Jackson.

## Demografia
Segundo o censo americano de 2000, a sua população era de 13.295 habitantes.
Em 2006, foi estimada uma população de 8241, um decréscimo de 5054 (-38.0%).

## Geografia
De acordo com o United States Census Bureau tem uma área de
12,5 km², dos quais 12,5 km² cobertos por terra e 0,0 km² cobertos por água. Murphysboro localiza-se a aproximadamente 122 m acima do nível do mar.

## Localidades na vizinhança
O diagrama seguinte representa as localidades num raio de 20 km ao redor de Murphysboro.